# Helen Kurup
Helen Kurup (Londra, 9 settembre 1986) è un'attrice britannica.
È famosa per il ruolo di Kush nella serie televisiva di I Dream.

## Serie televisive
- I Dream (2004) - Kush
- Doctors (2006) - Nimala Dias